# Särkijärvi (sjö i Pieksämäki, Södra Savolax)
Särkijärvi är en sjö i kommunen Pieksämäki i landskapet Södra Savolax i Finland. Arean är 38 hektar och strandlinjen är 3,53 kilometer lång. Sjön  ingår i Vuoksens huvudavrinningsområde.   Den ligger omkring 68 kilometer norr om S:t Michel och omkring 270 kilometer nordöst om Helsingfors. 